# مع قوة البيرو
مع قوة البيرو (بالإسبانية: Con Fuerza Perú)‏ هو حزب سياسي بيروفي تأسس في مارس 1995. شارك الحزب في الانتخابات الوطنية البيروفية لعام 2006 تحت الترشيح الرئاسي لبيدرو كويشلين فون شتاين. في الانتخابات التشريعية التي أجريت في 9 أبريل 2006، فاز الحزب بأقل من 1 ٪ من الأصوات الشعبية ولم يحصل على أي مقعد في مجلس الشيوخ. وبالتالي فقد الحزب تسجيله.

## روابط خارجية
- الموقع الرسمي